# Église Notre-Dame-de-l'Assomption d'Arques-la-Bataille
L'église Notre-Dame-de-l'Assomption d'Arques-la-Bataille est un monument historique classé. Elle est située sur la commune d'Arques-la-Bataille en Normandie, et affectée au culte catholique (paroisse Arques-Val de Varenne, archidiocèse de Rouen). « L'édifice est un jalon majeur dans la compréhension du dernier gothique flamboyant normand : par la cohérence du projet dont elle témoigne, par la qualité de son décor sculpté, par la rareté de ses aménagements liturgiques, de ses vitraux et de son mobilier anciens, et par l'importance de sa documentation écrite largement inédite ». En matière de mobilier, l'église d'Arques-la-Bataille est heureusement restée à peu près indemne du mauvais goût qui a fâcheusement gâté tant d'édifices cultuels au cours du XIXe siècle. Elle est le principal lieu de diffusion des concerts de l'Académie Bach, festival de musique ancienne dont les locaux sont installés dans l'ancien presbytère.

## Historique
L'église actuelle succède à au moins deux édifices plus anciens situés sur la même emprise. La construction de l'édifice actuel débute dans les premières années du XVIe siècle pour s'achever une centaine d'années plus tard.
L'église est classée monument historique depuis 1862.

## Description

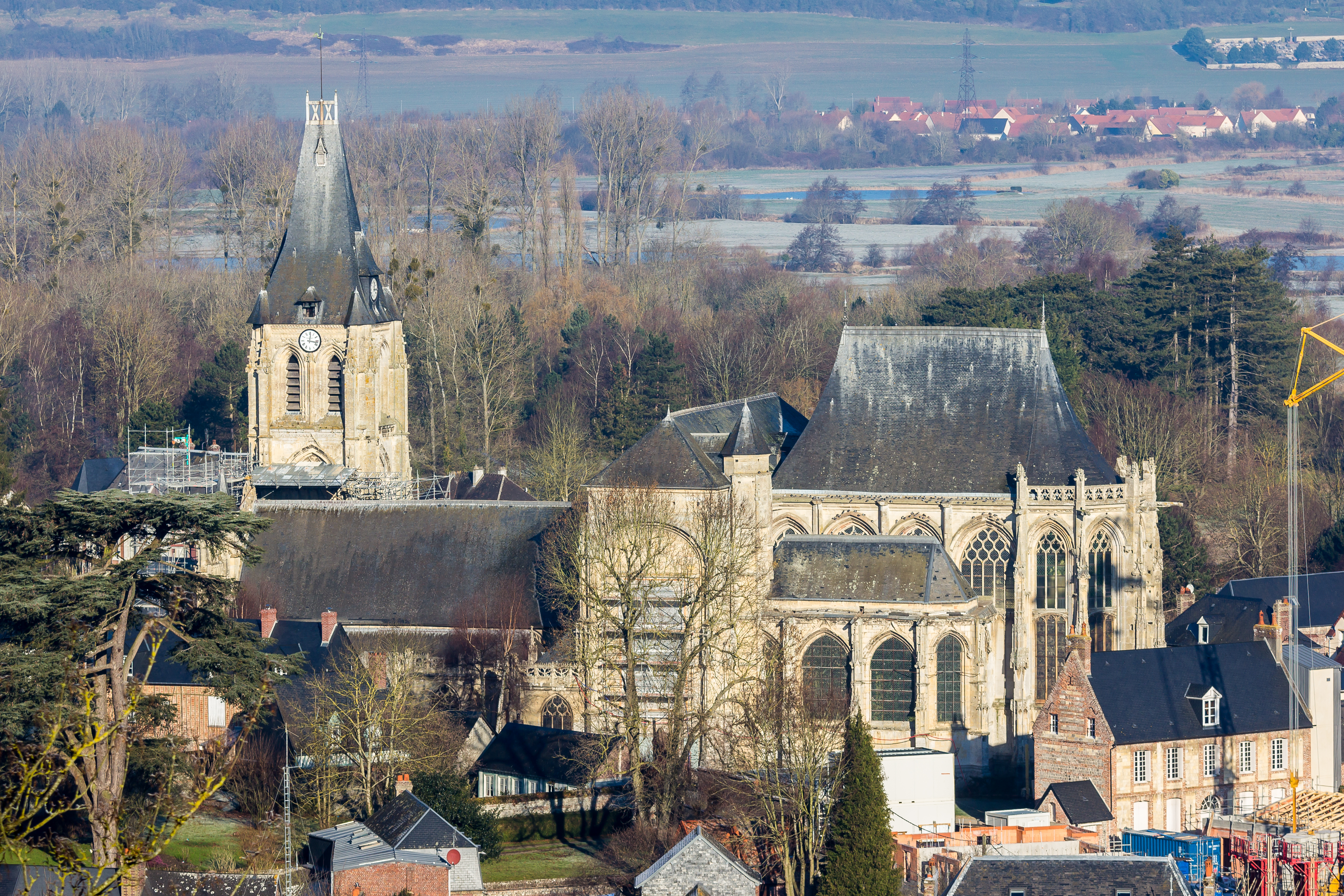
Église Notre-Dame-de-l'Assomption d'Arques-la-Bataille.

L'édifice, tel qu'il se présente aujourd'hui, montre clairement qu'il résulte de campagnes de construction successives. Le chœur et le transept, édifiés au XVIe siècle, ont une grande élévation et sont abondamment éclairés par de hautes fenêtres. La nef, plus basse et plus sombre, provenant d'un édifice plus ancien, a été rattachée non sans difficultés au transept ; elle est couverte d'un superbe berceau de bois. La façade occidentale est certainement elle aussi plus ancienne, mais son portail central a été installé au XVIIIe siècle. Enfin, la tour du clocher fut ajoutée à l'ensemble au XVIIe siècle ; son beffroi habite abrite deux cloches du XIXe siècle.

## Le jubé
L'église d'Arques-la-Bataille est une des rares églises françaises à avoir conservé son jubé. Ces clôtures de chœurs, très courantes jusqu'au XVIIe siècle, ont presque toutes disparu à la suite du concile de Trente qui recommanda leur suppression. Celui d'Arques-la-Bataille offre à l'œil le remarquable équilibre de ses proportions et la particulière finesse de son décor sculpté.

## Les vitraux
L'église d'Arques-la-Bataille offre au regard un remarquable ensemble de vitraux, à commencer par le spectaculaire décor des deux étages de fenêtres de l'abside. Ces verrières du XVIe siècle s'organisent autour d'un Arbre de Jessé central qui porte la date 1530. À gauche, l'Annonciation et la Présentation au Temple, à droite la Nativité. Les verrières des XIXe et XXe siècles ne sont pas moins remarquables, avec une sainte Cène et une Crucifixion de Duhamel-Marette, une Assomption et un Couronnement de la Vierge de Mauméjean, et deux curieuses verrières commémoratives de la guerre 1914-1918 dont les cartons sont dus au talentueux illustrateur Lucien Métivet.

## L'orgue du jubé
La présence d'orgues sur les jubés fut fréquente car cette position permettait une commodité d'usage de l'instrument, alors que les offices étaient célébrés exclusivement dans le chœur. Les orgues situés sur une tribune en fond de nef n'offraient pas cette commodité. Devenus très rare en France, les orgues de jubé restent nombreux en Angleterre, en Belgique ou aux Pays-Bas . En 1558, un orgue fut installé dans l'église d'Arques-la-Bataille, et selon toute vraisemblance sur le jubé. Un plan de l'église, dressé en 1822 et conservé aux archives municipales, mentionne en effet : "Avant la Révolution, sur ce jubé, était une orgue (sic)". Un nouvel instrument fut installé en 1851, toujours sur le jubé, et en 1997, il fut à son tour remplacé par un instrument  du facteur Michel Giroud. La création du festival de musique ancienne de l'Académie Bach d'Arques-la-Bataille a suivi, en 1998, l'installation de cet orgue.